# مارينا شابمان
مارينا شابمان (بالإسبانية: Marina Chapman)‏ هي كاتِبة كولومبية، ولدت في القرن العشرين.